# Henri van Zanten (1957)
Henri Carel van Zanten (Rotterdam, 18 maart 1957 - Berlijn, 22 mei 2020) was een Nederlands kunstenaar, werkzaam als theatermaker, conceptueel kunstenaar, installatiekunstenaar, beeldhouwer, performancekunstenaar, en fotograaf.
Van Zanten is vooral bekend door zijn theaterwerk en kreeg internationaal bekendheid door zijn rol als de Master of the Scream in ’u’, de eerste  opera in het Klingon.

## Levensloop
Van Zanten is geboren in Rotterdam, maar bracht een groot deel van zijn jeugd door in Canada en Zuid-Afrika. Terug in Rotterdam sloot hij het gymnasiumopleiding af, en studeerde hij Slavische taal- en letterkunde aan de Rijksuniversiteit Leiden onder Karel van het Reve. 
Van Zanten was vanaf 1982 actief als kunstenaar, acteur en regisseur. Hij maakte veel gebruik van methodacting, waar hij door Piet Eelvelt mee kennis had gemaakt. Hij werd verder geïnspireerd door de Belgische theaterhervormer Jan Decorte.
Van Zanten begon in 1982/'83 bij het tegendraads theatergezelschap het Krochttheater in Rotterdam. Later deed hij een aantal producties is eigen beheer en werkte in de jaren '90 enige malen met Nobody's Business en met De Gasten Komen samen. 
Vanwege de vele kunstdisciplines waar hij zich in begaf (zoals toneel, performance art, straattheater, onafhankelijke televisieproducties, komische sketches en stand-upcomedy) noemde hij zichzelf een "omniartiest".

## Werk

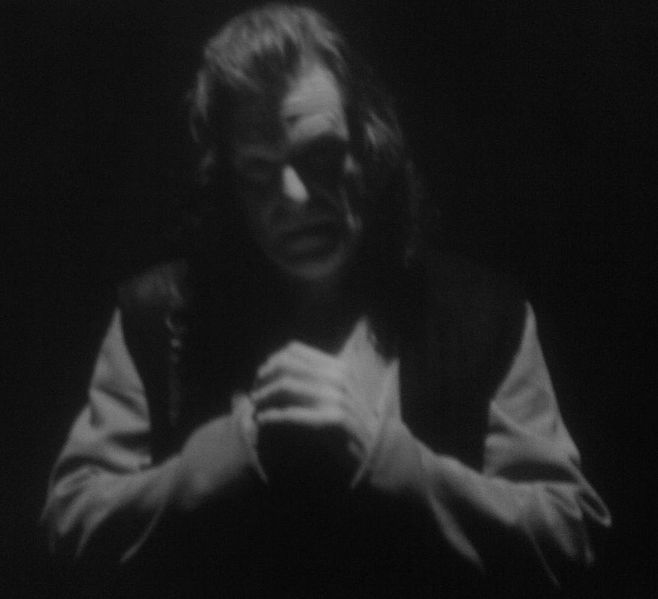
Henri van Zanten, als de Master of the Scream in ’u’, 2010.

### Het Krochttheater
Van Zanten werkten de eerste jaren bij het tegendraads theatergezelschap Krochttheater uit Rotterdam, waar vanaf 1985 ook Nico Okkerse actief was als producent, acteur en zakelijk leider. Het Krochttheater werd, volgens Gietelink (1996), een succes "terwijl niemand kwam kijken."
In de eerste jaren werkte Van Zanten aan de producties Een verziekte avond, (1983), Een avondje uit, (1984), In het voorbijgaan. (1986), en Who's Afraid of Virginia Woolf (1987). Hij werkte hierbij nauw samen met Erik-Ward Geerlings, die later als toneelschrijver naam maakte. De laatste productie, Who's Afraid of Virginia Woolf, werd gespeeld op de voorbank van een auto waarbij het publiek achterin kon zitten. Deze voorstelling toerde enige tijd door het land, en werd tien jaar later nog steeds opgevoerd.
In een interview uit 1988 verklaarde Van Zanten zijn visie op het theater en de actieve rol, die er in het postmoderne toneel van de toeschouwer wordt verwacht:
Theater is kunstmatig, maar dat geeft je de mogelijkheid verder te gaan met de chaos in jezelf. Je moet veel vormgeven, maar ook veel laten gebeuren. Je springt op een rijdende trein, gaat mee en ervaart. Ik denk dat theater in eerste instantie de functie heeft op een intensieve manier met jezelf en anderen in contact te treden. Je plaatst jezelf in een gevaarlijke situatie. Maar het publiek heeft ook een rol! De toeschouwers moeten actief zijn en daar moet je ze bij helpen door ze te prikkelen. Je moet ze in een situatie brengen waarin ze met beleefdheid niet meer uit de voeten kunnen. Ze mogen niet meer comfortabel observeren. Wanneer de situatie ongebruikelijk is móet je reageren. Op het toneel laat je zien wat in het dagelijks leven niet mag. Dat is het sociale experiment, dat is toneel!
In 1988 gaf het Krochttheater zijn laatste optredens op het Teatro Fantastico festival in Rotterdam. In tien dagen tijd speelde ze daar zo'n honderd voorstellingen onder de titel "Kort en Goed," die bekend werd als roemruchtig serie. In minder dan vijftien minuten tijd speelde zij telkens een van een twintig tal klassiekers na, waaronder Shakespeares Romeo en Julia.
Het artistiek statement dat het Krochttheater wilde maken, vertelde Van Zanten in 1996, was dat van een professioneel dilettantisme: "allemaal ongeschoolde theatermensen die vanuit de praktijk, met geen enkel respect voor wat voor theaterwet dan ook, die ieder moment gewoon ter plekke zelf verzint."

## Werken

### Muzikale samenwerking
- Rotterdam Free Jazz Ensemble
- Yokocola
- M.C. Wisecrack
- Chaos Commanders (i.s.m. Paul Lukas & Laurens Bijl)

### Choreografie
- Claus Peymann verlaat Bochum en gaat als burgtheaterdirekteur: naar Wenen en hoe het verder ging, première 20 maart 1991 in De Balie, Amsterdam.
- De Worringers, première 27 maart 1991 in De Balie, Amsterdam.
- De tuin der folteringen, première 13 april 1994 in de Toneelschuur, Haarlem.
- No Product - De Gasten Komen. première 18 november 1995 in de Rotterdamse Schouwburg, Rotterdam.

### Scripts voor theaterstukken
- Een verziekte avond, Krochttheater, 3 november 1983
- Een avondje uit, Krochttheater, 2 april 1984.
- In het voorbijgaan, Krochttheater, 17 mei 1986.
- Prick Him Brutus! Prick Him!, The Meek, 29 februari 1988.
- Charakterkopfe, Eigen beheer Henri van Zanten, 7 december 1989.
- Elisabeth II. Eigen beheer Henri van Zanten, 7 juni 1990.
- De zelfmoordsalon. Nobody's Business, 25 oktober 1992.
- Te leuk voor deze wereld. Eigen beheer Henri van Zanten, 24 november 1993.
- The Incredible Thinking Man. Nobody's Business, 3 november 1993.
- Nieuw amusement. Nobody's Business, 25 oktober 1993.
- Gala & Dali - Lisa Marcus. 18 november 1994.
- Ad memoriam revocare. Maatschappij Discordia, 20 juni 1995.
- De duivelswerkplaats. De Gasten Komen, 22 november 1995.
- No Product. De Gasten Komen, 18 november 1995.
- Henri van Zanten namens Baron von Münchhausen. De Gasten Komen, 12 mei 1996.
- A Tragic Comedy. Micheline van Acker & Frank Händeler, 19 april 1997.
- M.C. Wisecrack / Support Act Hamlet, De Gasten Komen, 6 november 1997.
- Stop-Motion. Stichting Dansity, 30 november 2000.

### Verdere producties, een selectie
- Who's Afraid of Virginia Woolf, Krochttheater, 26 augustus 1987.[6]
- De Zeevaarder, Zomerfestijn, Amsterdam, augustus 1989.[8]
- ’u’, Klingonopera, Theater Zeebelt, Den Haag, 10 September 2010 (premiere).

### Publicaties, een selectie
- Henri van Zanten, Wink van Kempen (fotogr.) e.a. Zanten, Henri van - Theatraal onderzoek : sedert 1984 - Theatrical research : since 1984. Amsterdam : De Balie ; Rotterdam, : Stichting De Kist/Rotterdamse Schouwburg, 1991.